# Mainfranken-Tour
El Mainfranken-Tour era una cursa ciclista alemanya per etapes que es disputava a la regió de Mainfranken (actualment Unterfranken). Creada el 1909, al llarg de la seva història va tenir diferents noms: Rund um Spessart und Rhön (1909–1951), Internationales Ernst-Sachs-Gedächtnis-Rennen (1952–1984), Internationale Ernst-Sachs-Tour (1985–1999) i Mainfranken-Tour (2000–2010)
De 205 fins a la seva desaparició va formar part del calendari de l'UCI Europa Tour.

## Palmarès

### Rund um Spessart und Rhön
| - 1909 Robert Tartsch - 1910 Hans Hartmann - 1911 E. Gall - 1912 A. Reitberger - 1913 A. Reitberger - 1914 Karl Pfister - 1915–1920 no disputat - 1920 Adam Sachs - 1921 Karl Pfister | - 1922 Karl Pfister - 1923 A. Schneidawind - 1924 M. Schröck - 1925 Otto Gugau - 1926 no disputat - 1927 Ludwig Geyer - 1928 O. Kürschner - 1929 K. Hedwig - 1930 Rudolf Risch | - 1931 Gerhard Hanke - 1932 no disputat - 1933 Rudi Wölkert - 1934 Josef Remold - 1935 Reinhold Wendel - 1936–1949 no disputat - 1950 Richard Popp - 1951 Richard Popp |

### Internationales Ernst-Sachs-Gedächtnis-Rennen
| - 1952 M. Janssens - 1953 Edi Ziegler - 1954 Walter Becker - 1955 Walter Becker - 1956 Edi Ziegler - 1957 Noél Conti - 1958 W. Van Der Berghen - 1959 Frans Balvert - 1960 H. Bath - 1961 August Korte - 1962 Wim Dieperink | - 1963 G. Schulz - 1964 H. Schulz - 1965 Hans Lüthi - 1966 H. Van Sweevelt - 1967 Jürgen Goletz - 1968 Johannes Knab - 1969 Burkhard Ebert - 1970 R. Savari - 1971 Jörg Frank - 1972 Dieter Leitner - 1973 I. Schmidt | - 1974 Peter Weibel - 1975 Marcel Thull - 1976 R. Weibel - 1977 Hans Summer - 1978 Richard Trinkler - 1979 Richard Trinkler - 1980 Friedrich von Loeffelholz - 1981 Helmut Wechselberger - 1982 Dieter Burkhardt - 1983 Dieter Burkhardt - 1984 Jorgfried Schleicher |

### Internationale Ernst-Sachs-Tour
| - 1985 Hans Knauer - 1986 Hartmut Bölts - 1987 Remig Stumpf - 1988 Remig Stumpf - 1989 Markus Schleicher | - 1990 Steffen Rein - 1991 Stephan Gottschling - 1992 M. Weismann - 1993 Andreas Lebsanft - 1994 Thomas Liese | - 1995 R. Konencny - 1996 S. Holzmann - 1997 Stephan Schreck - 1998 Heinrich Trumheller - 1999 Jochen Summer |

### Mainfranken-Tour
| Any  | Vencedor           | Segon               | Tercer                 |
| ---- | ------------------ | ------------------- | ---------------------- |
| 2000 | Matteo Carrara     | Bram Tankink        | Wolfgang Murer         |
| 2001 | Marco Bos          | Armin Kroeninger    | Eric Baumann           |
| 2002 | Ivan Terenine      | Andrej Ptchelkine   | Mark Fitzgerald        |
| 2003 | Mathias Jelitto    |                     |                        |
| 2004 | Mathieu Heijboer   | Arnaud Gérard       | Heinrich Haussler      |
| 2005 | Matthieu Ladagnous | Felix Odebrecht     | Christoph Meschenmoser |
| 2006 | Sebastian Schwager | Christoph Pfingsten | Tony Martin            |
| 2007 | Anatoliy Kashtan   | Ilya Chernyshov     | Marcel Wyss            |
| 2008 | Mykhaylo Kononenko | Philipp Ries        | Marcel Barth           |
| 2009 | Sebastian May      | Sebastian Hans      | Martin Gründer         |
| 2010 | Marc Goos          | Marcel Kittel       | Jarno Gmelich Meijling |